# Victor Noir
Victor Noir (Attigny, 1848. július 27. – Párizs, 1870. január 10.) francia újságíró volt, akit Pierre Napoléon Bonaparte herceg meggyilkolt. Halála jelentősen hozzájárult a monarchia bukásához.

## Élete
Victor Noir életéről keveset tudni, a nőcsábász hírében álló fiatalember elsősorban halálának körülményei miatt lett híres. Annyit tudni róla, hogy Yvan Salmon néven született egy zsidó családban; apja suszter volt. A fiatalember Párizsba ment, ahol a szélsőbaloldali, a császárságot rendszeresen támadó La Marseillaise című lap újságírója lett. Itt dolgozott 22 éves korában, 1870. január 10-én bekövetkezett haláláig. A legenda szerint másnap lett volna az esküvője.

## Halála
1869-ben vita tört ki két korzikai újság között I. Napóleon francia császár megítéléséről. A Paschal Grousset által szerkesztett La Marseillaise a köztársaságpárti radikális lap mellé állt. A vitába belekeveredett I. Napóleon öccsének, Luciennek Pierre nevű fia is, az uralkodó, III. Napóleon unokatestvére, akit Paschal Grousset párbajra hívott ki.
Victor Noir és egy kollégája, Ulric de Fonvielle 1870. január 10-én felkereste a herceget párizsi házában, a rue d'Auteuil 59-ben, hogy átadja Grousset párbajkihívását. Mindkét újságírónál fegyver volt. A Pierre Napoléon Bonaparténál történt események nem rekonstruálhatók pontosan. A két újságíró valamilyen okból nem a herceg segédeivel, hanem magával az arisztokratával találkozott. Vita kerekedett közöttük, amelynek hevében Pierre Napoléon Bonaparte agyonlőtte Victor Noirt.
A történtekről két verzió született. A herceg azt állította, hogy Victor Noir megütötte őt, ezért lőtte le, míg Ulric de Fonvielle ezt tagadta: szerinte a gyilkos lövés előtt nem érte fizikai inzultus az uralkodó unokatestvérét. A bíróság elfogadta a herceg védekezését, és 1870. március 21-én felmentette.

## A gyilkosság következményei
Victor Noir halála, majd a felmentő ítélet hatalmas felzúdulást váltott ki Franciaországban. 1870. január 12-én, az újságíró temetésén, Neuillyben százezer ember vett részt. A szertartás dühödt politikai demonstrációvá vált, amelyet számos forrongó tüntetés követett. Az elkeseredett tiltakozások végigkísérték a haldokló monarchia utolsó hónapjait. 1891-ben, a Harmadik Köztársaság korában Victor Noir holttestét átvitték a sokkal divatosabb Père-Lachaise temetőbe, ahol a francia történelem és művészet sok kiemelkedő alakja alussza örök álmát. Az újságírót a 92-es parcellában temették el. A síron a halott újságírót ábrázoló szobrot helyeztek el, amelynek sok nő mágikus, termékenységet elősegítő hatást tulajdonított.

## Érdekességek
- Pierre Napoléon Bonaparte egyáltalán nem tartotta a kapcsolatot a császárral, sőt kifejezetten antiroyalista volt, hiszen a szélsőbal képviselőjeként jutott be a francia törvényhozásba[3]
- A herceg hirtelen haragú ember volt, korábban első felindulásában agyonlőtt egy férfit Olaszországban[6]
- Adrian Mathews írt egy regényt The hat of Victor Noir (szabad fordításban Victor Noir kalapja) címmel[7]

## Galéria

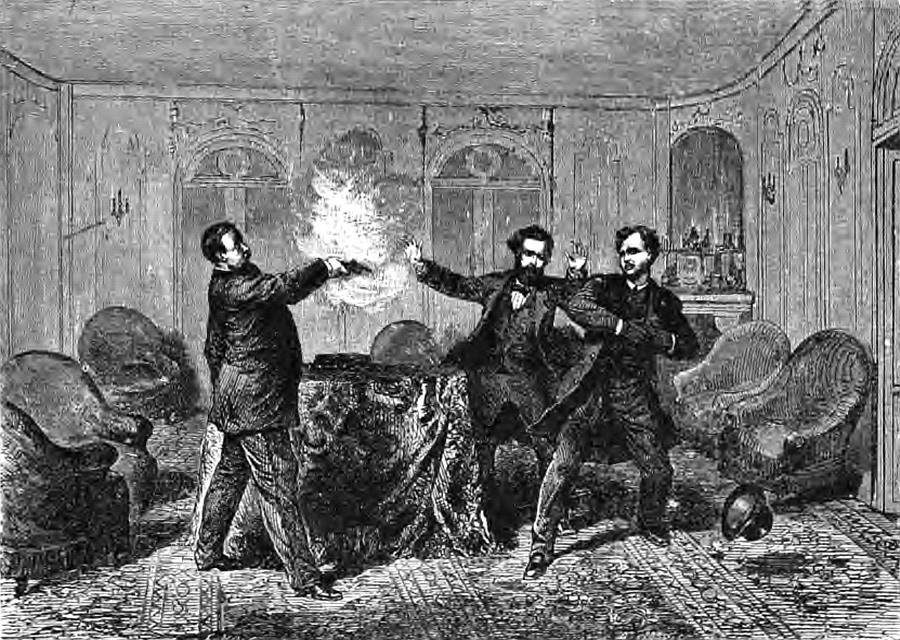
A híres gyilkosság
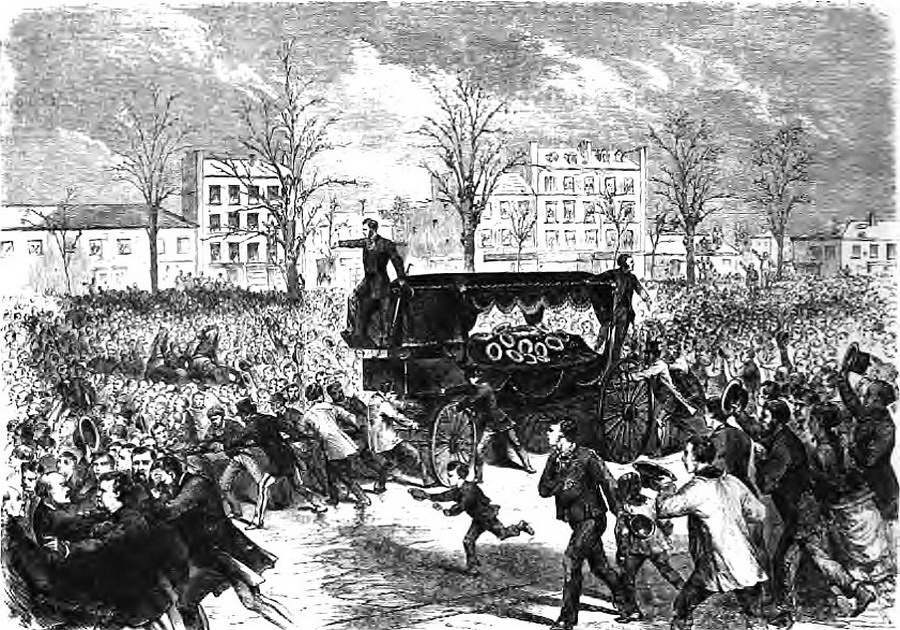
Korabeli metszet a temetésről
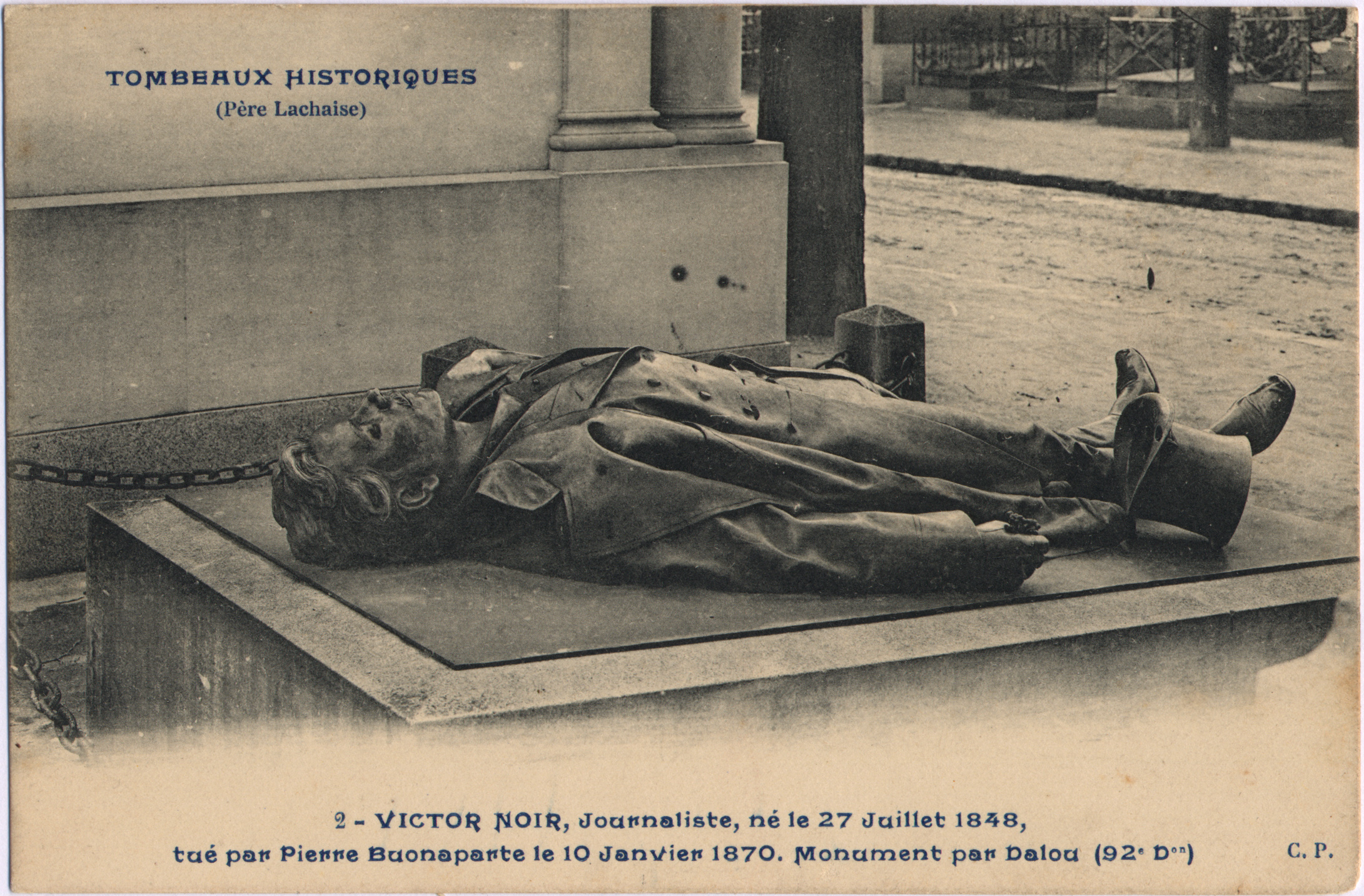
Kép a sírról a 19-20. század fordulóján
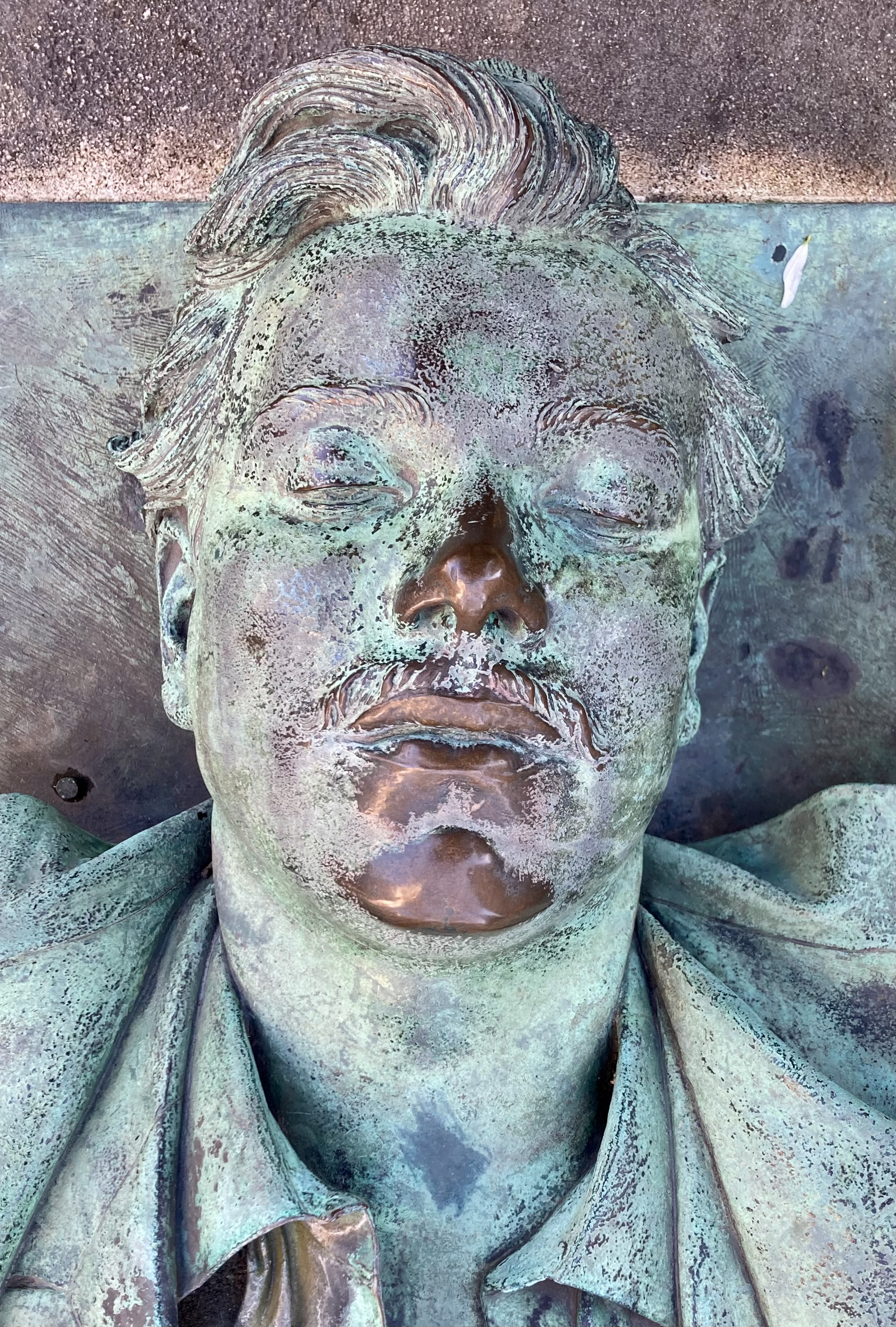
A fényesre csókolt ajkak
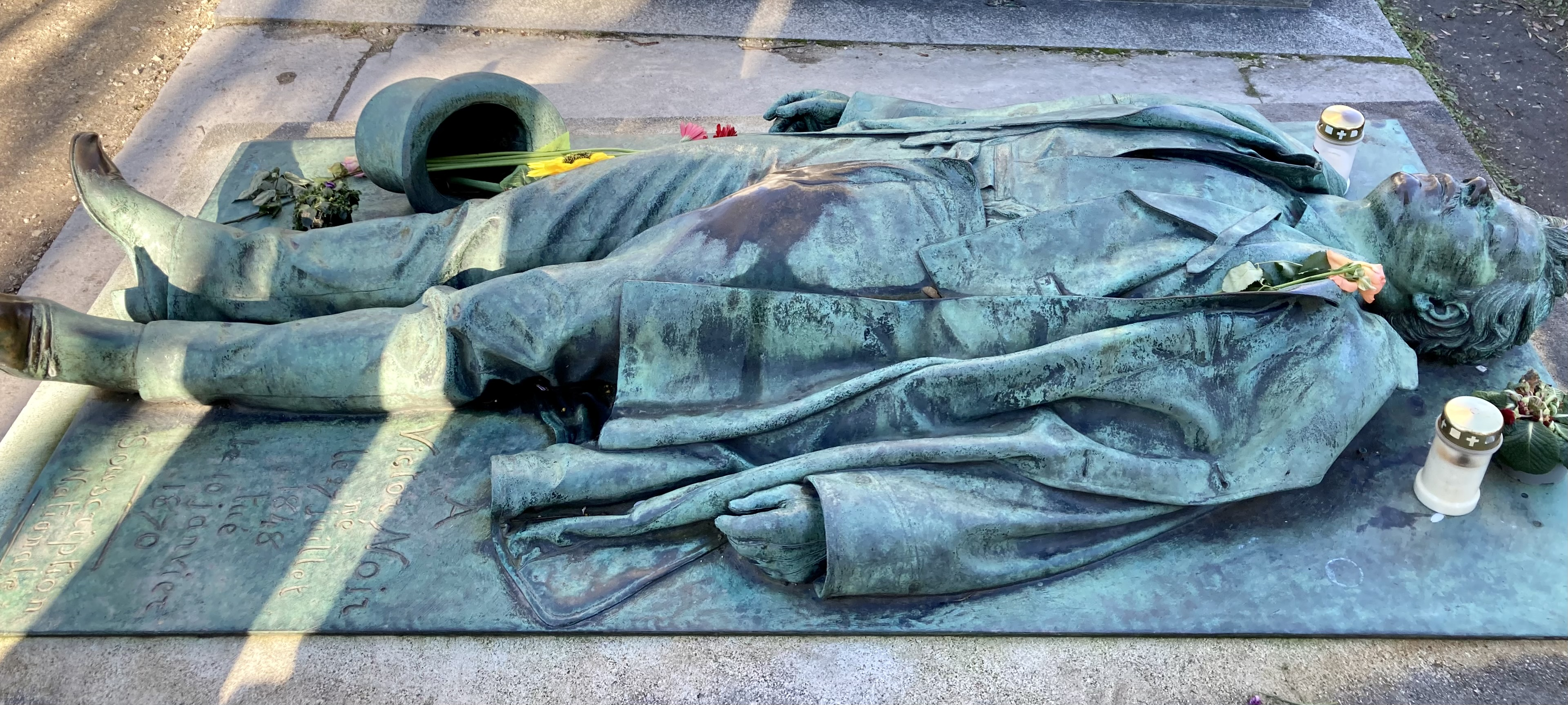
Victor Noir sírja napjainkban
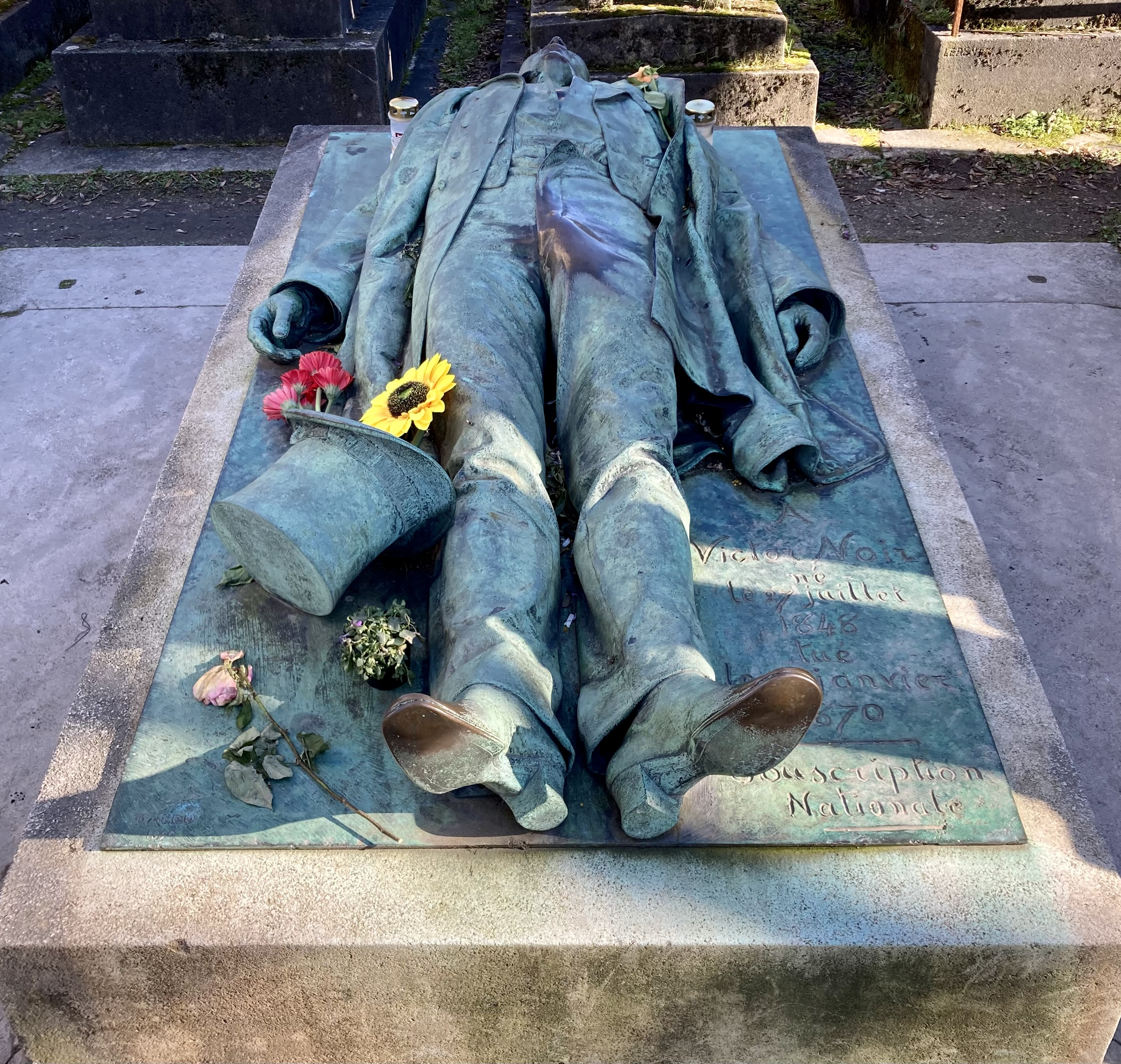
A csillogóra simogatott férfiasság